# Petr Kroupa
Ing. Petr Kroupa (* 10. srpna 1975 Praha) je český basketbalista. V české basketbalové lize získal stříbrnou medaili v roce 1995. Je vysoký 185 cm.
V české basketbalové lize hrál za kluby Sokol Vyšehrad (1993-1997, 4 sezóny), Sparta Praha (1997-2000, 3 sezóny) a BK Nymburk (2000-2001). S družstvem Sokol Vyšehrad skončil v sezoně 1994/95 na 2. místě. Se Spartou Praha získal páté, šesté a sedmé místo a celkem zaznamenal 515 bodů. S BK Nymburk skončil na desátém místě (2001).
S týmem Sparta Praha se zúčastnil tří ročníků FIBA Poháru Korač v letech 1997 až 2000, zaznamenal celkem 110 bodů v 15 zápasech FIBA evropských pohárů klubů.   
Po skončení hráčské kariéry se věnuje zejména podnikatelské činnosti. Je jednim z Partnerů poradenské společnosti Partners a předsedou dozorčí rady Partners investiční společnosti (PIS).

## Hráčská kariéra

### Kluby
- 1993-1997 Sokol Vyšehrad - 2. místo (1995), 6. místo (1996), 8. místo (1994), 12. místo (1997)
- 1997-2000 Sparta Praha - 5. místo (2000), 6. místo (1998), 7. místo (1999)
- 2000-2001 BK Nymburk - 10. místo (2001))
  - Česká basketbalová liga (1993-2001, 8 sezón)

### FIBA Evropské basketbalové poháry klubů
- Sparta Praha
- FIBA Poháru Korač
  - Ve 3 ročnících soutěže (1997 až 2000) postup z kvalifikace do čtvrtfinálové skupiny Evropského poháru Korač.
  - 1997/98 Echo Houthalen, Belgie (78-76, 62-70), Taugres Vitoria, Španělsko (49-89, 52-91) a SLUC Nancy, Francie (77-85, 56-103)
  - 1998/99 Apollon Patras, Řecko (62-85, 64-72), Maccabi Ra'anana, Izrael (66-81, 50-80) a Brotnjo Citluk, Bosna (67-85, 43-55)
  - 1999/00 KK Zagreb, Chorvatsko (62-82, 51-62), Maccabi Ramat Gan, Izrael (68-71, 71-99) a Maroussi Athens, Řecko (63-103, 82-85)
- Petr Kroupa celkem 110 bodů v 15 zápasech FIBA evropských pohárů klubů